# Олохов, Фёдор Алексеевич
Фёдор Алексеевич Олохов (1812—1877) — генерал-лейтенант, Одесский и Керченский комендант, начальник артиллерии Казанского военного округа.
Родился 14 мая 1812 г. и по окончании 1-го кадетского корпуса в 1830 г. был произведён в прапорщики, с назначением в лёгкую № 2 роту 8-й артиллерийской бригады.
Наступившая вслед за тем польская кампания 1831 г. дала ему возможность отличиться и за выказанную храбрость он был награждён орденом св. Анны 4-й степени. Вслед за тем в течение более чем 30 лет Олохов служил в различных артиллерийских бригадах, сначала в качестве офицера, затем командира, причём в 1847 году был произведён в полковники и в 1855 году — в генерал-майоры, принимал участие в Крымской войне. 26 ноября 1855 года он был награждён орденом св. Георгия 4-й степени (№ 9644 по кавалерскому списку Григоровича — Степанова). Командовал, в частности, 24-й артиллерийской бригадой в 1863—1865 годах..
В 1865 г. он был назначен помощником начальника 14-й пехотной дивизии. 13 января 1868 г. он был назначен Одесским комендантом, а 30 августа 1869 г. произведён в генерал-лейтенанты.
Переведённый в сентябре 1874 г. комендантом в Керченскую крепость, Олохов прослужил там около трёх лет, и 3 февраля 1877 г. был назначен начальником артиллерии Казанского военного округа.
Ф. А. Олохов скончался в Саратове 11 июня 1877 г.
Дочь — Елизавета Фёдоровна Олохова (1860 — 4.02.1919, Петроград).